# Elizabeth Perkins

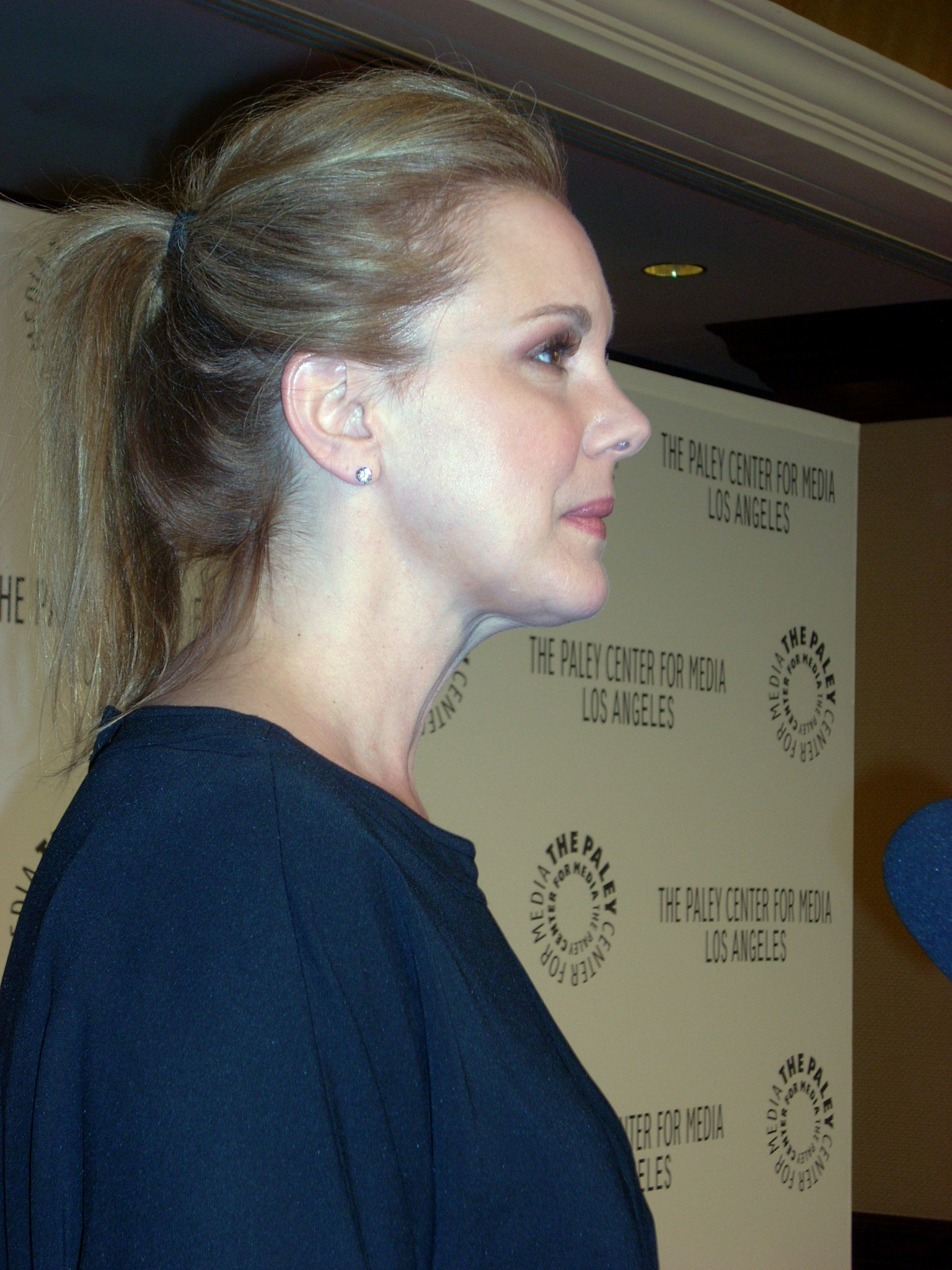
Elizabeth Perkins in Los Angeles (2008)

Elizabeth Ann Perkins (* 18. November 1960 als Elizabeth Pisperikos im New Yorker Stadtteil Queens) ist eine US-amerikanische Schauspielerin.

## Leben und Karriere
Perkins wuchs in Vermont auf. Durch ihre Großeltern väterlicherseits ist sie griechischer Abstammung. Diese änderten, als sie in die USA auswanderten, ihren Familiennamen Pisperikos in Perkins ab.
Nach der Schauspiellehre an der Goodman School of Drama in Chicago spielte Perkins von 1984 bis 1985 in mehreren Theaterstücken. Ihr Filmdebüt gab sie 1986 in dem Spielfilm Nochmal so wie letzte Nacht an der Seite von Demi Moore. Anhaltender Erfolg war ihr ab 2005 mit der Rolle der Vorstadt-Hausfrau und Mutter Celia Hodes in der Fernsehserie Weeds beschieden, für die sie mehrfach für den Emmy, Golden Globe und Screen Actors Guild Award nominiert wurde.
Perkins war in erster Ehe mit dem Schauspieler Terry Kinney verheiratet. Seit Juni 2000 ist sie mit dem Kameramann Julio Macat verheiratet. Mit dem Regisseur Maurice Phillips hat sie ein Kind.

## Filmografie (Auswahl)
- 1986: Nochmal so wie letzte Nacht (About Last Night …)
- 1987: Karriere mit links (From the hip)
- 1988: Big
- 1988: Sweet Hearts Dance
- 1990: Love At Large
- 1990: Avalon
- 1990: Teach 109 (Fernsehfilm)
- 1990: Nur über deine Leiche (Enid Is Sleeping)
- 1991: Na typisch! (He Said, She Said)
- 1991: Der Doktor – Ein gewöhnlicher Patient (The Doctor)
- 1993: Farben des Todes (For Their Own Good, Fernsehfilm)
- 1993: Indian Summer – Eine wilde Woche unter Freunden (Indian Summer)
- 1994: Flintstones – Die Familie Feuerstein (The Flintstones)
- 1994: Das Wunder von Manhattan (Miracle On 34th Street)
- 1995: Moonlight and Valentino
- 1997: Geklont – Babys um jeden Preis (Cloned, Fernsehfilm)
- 1997: Rescuers – Die Geschichte der Helden (Rescuers – Stories of Courage, Fernsehfilm)
- 1997: Lesser Prophets
- 1998: From the Earth to the Moon (Fernsehserie, Folge 1x11)
- 1998: I’m Losing You
- 1999: Verrückt in Alabama (Crazy in Alabama)
- 2000: 28 Tage (28 Days)
- 2000: Women Love Women (If These Walls Could Talk 2, Fernsehfilm)
- 2000: Battery Park (Fernsehserie, 6 Folgen)
- 2001: Cats & Dogs – Wie Hund und Katz (Cats & Dogs)
- 2001: Stürmische Zeiten (What Girls Learn, Fernsehfilm)
- 2002: My Sister’s Keeper (Fernsehfilm)
- 2002: All I Want (Try Seventeen)
- 2003: La La Wood
- 2003: Findet Nemo (Finding Nemo, Stimme von Clownfisch Coral/Cora)
- 2004: Jiminy Glick in Lalawood
- 2004: Speak – Die Wahrheit ändert alles (Speak)
- 2005: Ring 2 (The Ring Two)
- 2005: Fierce People
- 2005: Herkules (Hercules, Fernsehserie, 2 Folgen)
- 2005: Frau mit Hund sucht … Mann mit Herz (Must Love Dogs)
- 2005: Reine Familiensache (The Thing About My Folks)
- 2005–2009: Weeds – Kleine Deals unter Nachbarn (Weeds, Fernsehserie, 63 Folgen)
- 2009: Monk (Fernsehserie, Folge 8x01)
- 2011: Hop – Osterhase oder Superstar? (Hop)
- 2014: How to Get Away with Murder (Fernsehserie, Folge 1x04)
- 2014: One Child (Miniserie, 2 Folgen)
- 2016: Super Sex (Kurzfilm)
- 2016: Ghostbusters
- 2017–2019: GLOW (Fernsehserie, 2 Folgen)
- 2017: Lass es, Larry! (Curb your Enthusiam, Fernsehserie, 2 Folgen)
- 2017–2022: This Is Us – Das ist Leben (This Is Us, Fernsehserie, 6 Folgen)
- 2018: Sharp Objects (Miniserie, 8 Folgen)
- 2019: Corporate (Fernsehserie, Folge 1x04)
- 2019–2021: Weihnachten bei den Moodys (The Moodys, Fernsehserie, 14 Folgen)
- 2021: My Little Pony: A New Generation (Stimme)
- 2022: Barry (Fernsehserie, 3 Folgen)
- 2022: The Afterparty (Fernsehserie)
- 2023: Minx (Fernsehserie)
- 2025: Nur noch ein kleiner Gefallen (Another Simple Favor)